# Bejeweled (dal)
A Bejeweled Taylor Swift amerikai énekesnő-dalszerző Midnights nevű tizedik stúdióalbumán megjelent dal. Swift a számot Jack Antonoffal írta és készítette. A Bejeweled egy szintetizátorokkal teli szintipop és rágógumi-pop szám, csengőszintetizátoros arpeggióval, diszkó és elektronikus elemekkel. A dalszöveg az önértékelésről szól. Swift elmondta, hogy a dal szövege a Midnights popzenéhez való visszatérésének nyilatkozata a folk stílusú Folklore és Evermore (2020) után. A dal korlátozott ideig letölthető volt az énekesnő weboldalán.
A zenekritikusok dicsérték a dal vidám produceri munkáját. A Bejeweledhez az énekesnő által írt és rendezett videóklip is megjelent, amelyet a Hamupipőke mese inspirált. A szereplők között van Swift, Antonoff, Laura Dern színésznő, a Haim együttes, Dita Von Teese burleszkművész és Pat McGrath sminkes. A dal a Billboard Global 200-on a nyolcadik helyet ért el, és a listák első tíz helyének egyikére került Ausztráliában, Kanadában, Új-Zélandon, Szingapúrban, a Fülöp-szigeteken és az Egyesült Államokban. Swift előadta a dalt hatodik koncertturnéján, a The Eras Touron (2023–2024).

## Fordítás
Ez a szócikk részben vagy egészben  a   Bejeweled (song) című angol Wikipédia-szócikk ezen változatának fordításán alapul.  Az eredeti cikk szerkesztőit annak laptörténete sorolja fel. Ez a jelzés csupán a megfogalmazás eredetét és a szerzői jogokat jelzi, nem szolgál a cikkben szereplő információk forrásmegjelöléseként.